# Parhelio

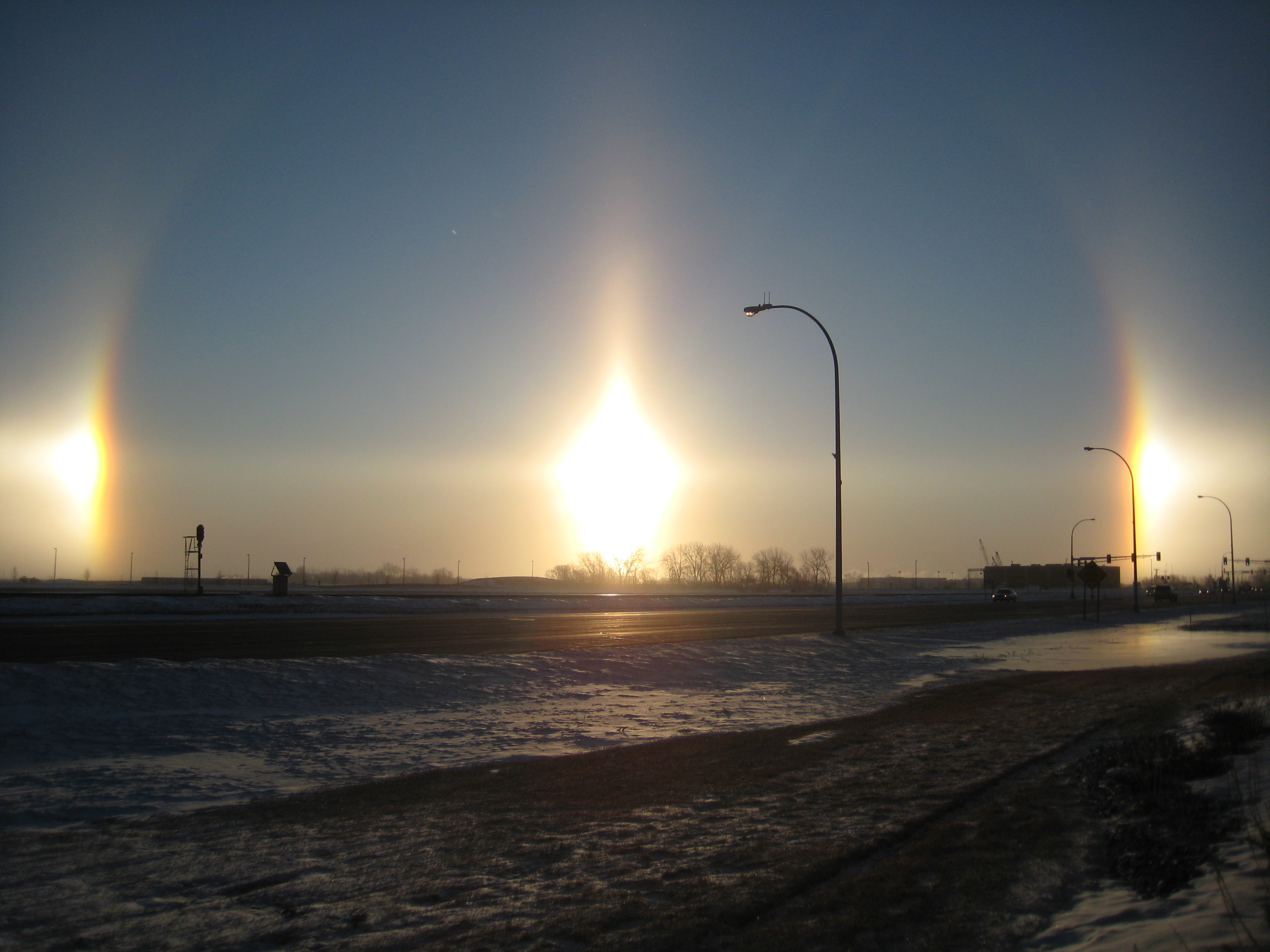
Parhelio en Dakota del Norte Estados Unidos (2009).

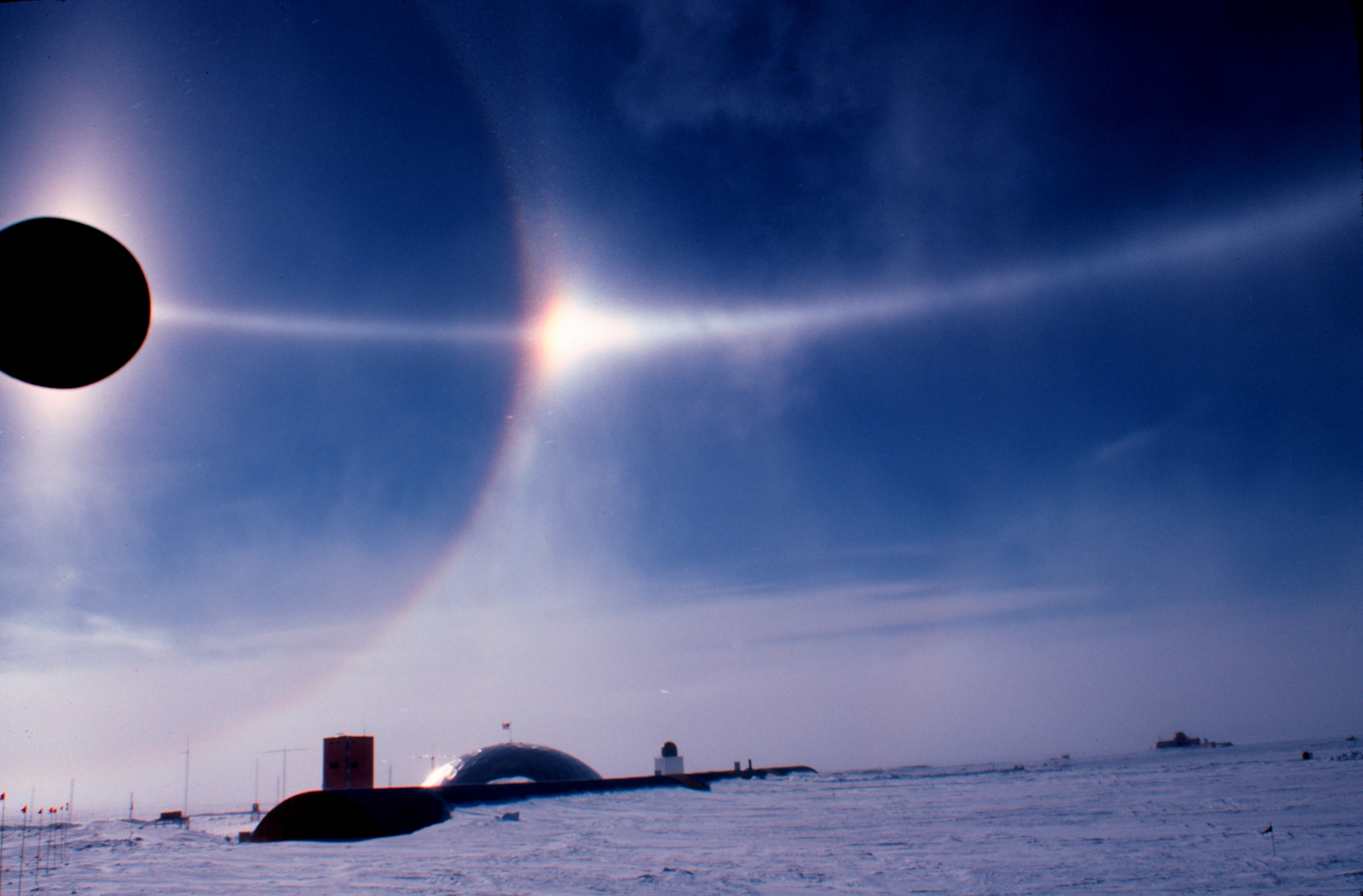
Halo del tipo antelia y parhelio, visibles desde la izquierda a la derecha, en la Antártida.

El parhelio (también, parhelia o parahelio) es un fenómeno óptico asociado con la reflexión/refracción de la luz, producto de una gran cantidad de partículas de hielo en las nubes cirriformes. Muy parecidos a los halos (de hecho, pueden y suelen presentarse al mismo tiempo), se manifiestan alrededor de 22º a la izquierda o derecha del Sol como manchas brillantes e incluso coloridas en el cielo. Suelen durar unos escasos minutos, aunque esto puede variar y llegan a durar horas, en ocasiones. El primer parhelio documentado data del 20 de abril de 1535, en Estocolmo.[cita requerida]

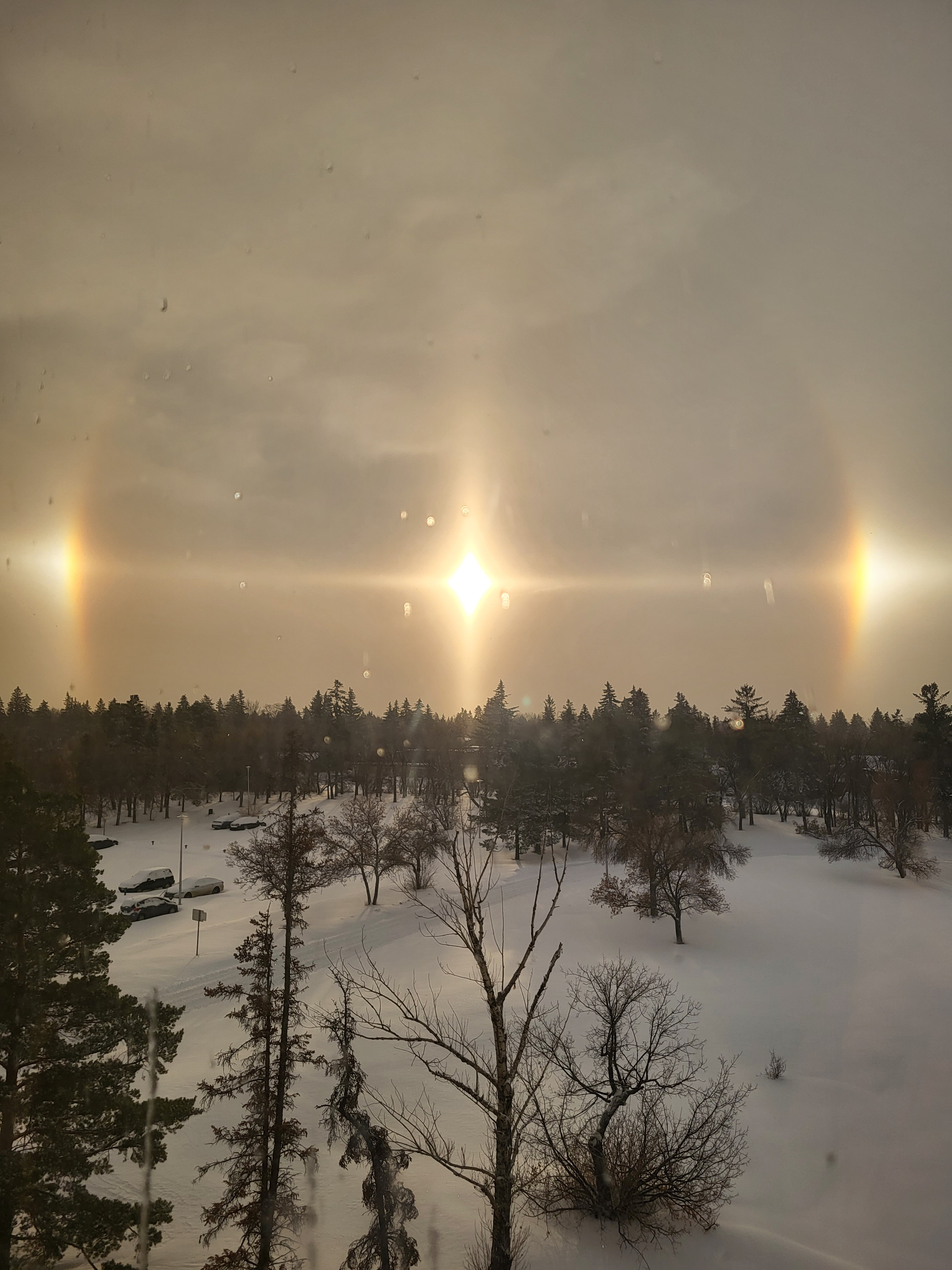
Parhelio en Saskatoon, Canadá, el 25 de diciembre de 2022